# Комсомольский (Донской)
Комсомо́льский — упразднённый рабочий посёлок в Тульской области, Россия. В 2005 году включен в состав города Донской.

## История
Посёлок городского типа Октябрьский был образован в 1954 году при шахтах № 40 и № 41 Донского района Московской области, в 1957—1963 годах входил в Донской район Тульской области. В 1963 году пгт Октябрьский был переименован в Комсомольский и был передан в административное подчинение городу Донской. В 2005 году вошёл в черту города Донской.

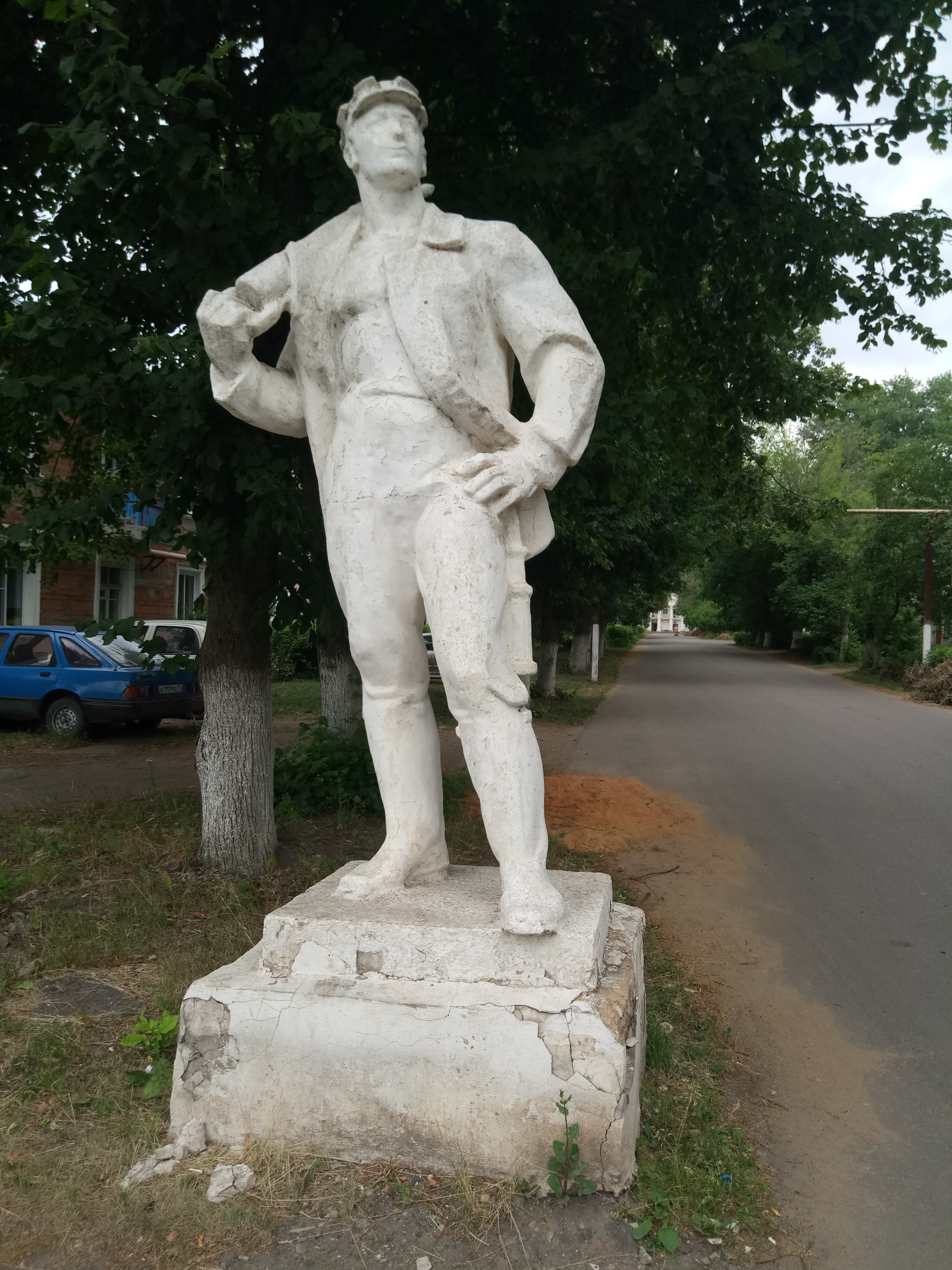
Памятник шахтёру в Комсомольском

В советское время основой экономики Комсомольского была добыча угля.
В настоящее время на территории посёлка действует исправительная колония ФКУ ИК-1.

## Население
| 1959 | 1970  | 1979  | 1989  | 2002  |
| ---- | ----- | ----- | ----- | ----- |
| 4341 | ↘2932 | ↘2423 | ↘2120 | ↗2983 |